# Eduard Khil
Eduard Anatoljevitj Khil (russisk: Эдуард Анатольевич Хиль, tr. Eduard Anatolevitj Khil, født 4. september 1934 i Smolensk, Russiske SFSR, død 4. juni 2012 i Sankt Petersborg, Rusland) var en russisk baryton, der nød stor popularitet i Sovjetunionen. Det vestlige publikum fik kendskab til ham i 2009, da en optagelse fra 1976 af sangen Я очень рад, ведь я, наконец, возвращаюсь домой dukkede op på YouTube under navnet I am very glad, because I’m finally back home, der senere blev omdøbt Mr. Trololo original upload.
I maj 2012 fik han et hjerteanfald, der bragte ham i koma. Han døde på et hospital i Sankt Petersborg den 4. juni, 77 år gammel.

## Eksterne Henvisninger
- Wikimedia Commons har flere filer relateret til Eduard Khil
- Eduard Khil på Internet Movie Database (engelsk)
- Eduard Khil på The Movie Database (engelsk)
- Officiel hjemmeside Arkiveret 14. juni 2012 hos  Wayback Machine (russisk)